# 10734 Wieck
10734 Wieck (1988 CT4) là một tiểu hành tinh vành đai chính được phát hiện ngày 13 tháng 2 năm 1988 bởi Eric Walter Elst ở Đài thiên văn La Silla.